# Wilhelmseiche in Ratekau

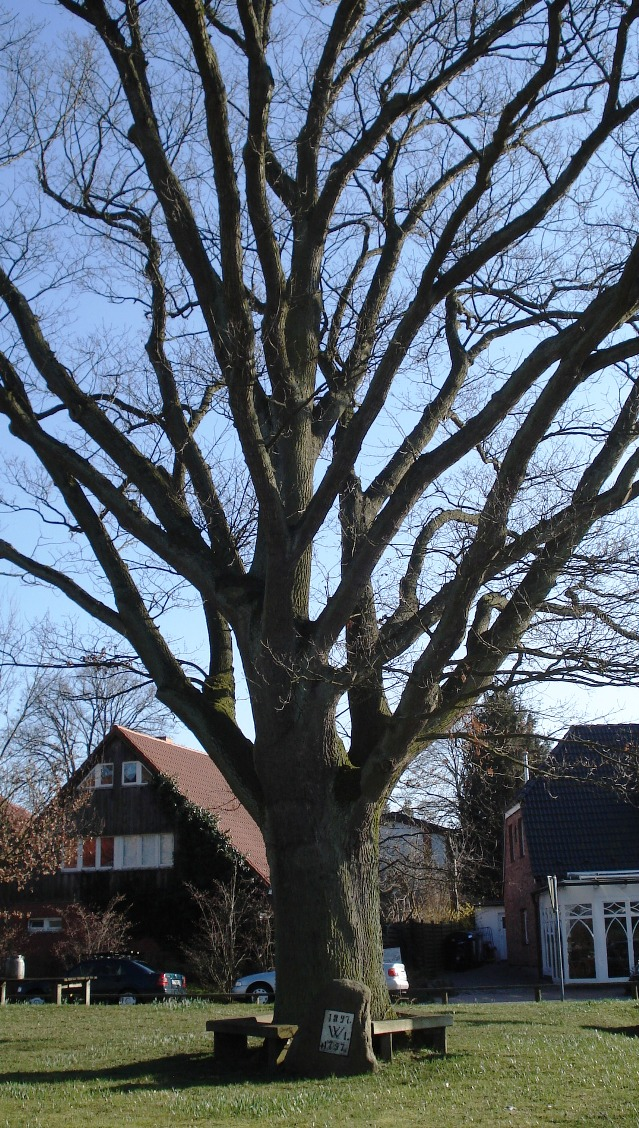
Die Wilhelmseiche mit dem Wilhelmsstein in Ratekau

Die Wilhelmseiche in Ratekau ist eine Stieleiche (Quercus robur) in Ratekau im Kreis Ostholstein in Schleswig-Holstein. Die als Naturdenkmal geschützte Eiche steht in der Ortsmitte von Ratekau in unmittelbarer Nähe zur Ratekauer Feldsteinkirche.
Unmittelbar vor dem Baum steht der Wilhelmsstein – ein Gedenkstein mit dem Buchstaben W (für Wilhelm) und den Jahreszahlen 1797 für das Geburtsjahr des deutschen Kaisers Wilhelm I. (1797–1888) und 1897. Die Eiche wurde 1897 zum Gedenken an den 100. Geburtstag des Kaisers gepflanzt, dem auch zahlreiche andere Denkmäler gesetzt wurden. Die Krone der Eiche wird durch mehrere, nach oben gerichtete Hauptäste gebildet, die auf einem gleichmäßig gewachsenen Stamm sitzen.

## Quellen

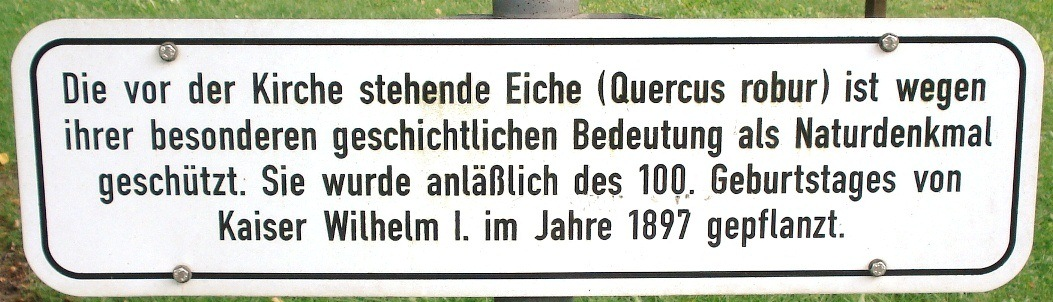
Informationstafel nahe der Wilhelmseiche in Ratekau (am Pfahl der Informationstafel zur Steinkiste von Ratekau)